# Arctosa springiosa
Arctosa springiosa este o specie de păianjeni din genul Arctosa, familia Lycosidae, descrisă de Yin et al., 1993. Conform Catalogue of Life specia Arctosa springiosa nu are subspecii cunoscute.